# سمير مراد
سمير سعيد مراد من مواليد 12 نوفمبر 1957، وزير عمل الأردن الحالي منذ 25 فبراير 2018، وعضو مجلس الأعيان سابقاً. شغل أيضاً منصب وزير العمل بالفترة من 28 يوليو 2010 إلى 9 فبراير 2011. وهو رجل أعمال ذو قاعدة واسعة الانتشار في الخدمة العامة والمبادرات الإنسانية.

## نشأته وحياته
نشأ الوزير مراد في عائلة أردنية. كان والده الراحل سعيد مراد في رتبة عقيد في الجيش العربي.

## تعليمه
تلقى تعليمه الابتدائي في عدة مدارس في عمان ومدينة الزرقاء الأردنية، ثم درس الثانوية في المملكة المتحدة، وحصل بعدها على شهادة البكالوريوس في إدارة الهندسة الكهربائية من المملكة المتحدة عام 1982.

## دوره الاجتماعي ومبادراته
ساهم في إنشاء ودعم العديد من المبادرات الإنسانية والإجتماعية لخدمة المجتمع المحلي ومنها:
- مؤسسة إنجاز (وهي منظمة غير حكومية مهتمة في إعداد الشباب الأردني لأن يصبحوا أعضاء منتجين في مجتمعهم وأن يحققوا النجاح في الاقتصاد العالمي).
- جمعية إدامة. (تهدف إلى تحسين إنتاجية موارد الطاقة والبيئة في الأردن).
- مبادرة رواد التنمية «المؤسسة العربية للتنمية المستدامة».
- صندوق هبات مدرسة البكالوريا.
- برنامج تمكين الشباب.
- صندوق مصعب خورما.
- جمعية الرؤساء الشباب.
- مبادرة التعليم من أجل التوظيف.
- جمعية الكشافة والمرشدات الأردنية.

تتركز نشاطاته في توفير خدمات مجانية في مجالات متعددة منها: الصحة، المساكن، التعليم، البيئة، العمل، ترميم المنازل والمدارس، المساعدات الإنسانية العينية، المساعدات المالية، المساعدات القانونية، الرياضة، الإنترنت، التفكير الإبداعي والابتكار، وتنمية المواهب.

## المناصب
يشغل منصب وزير العمل الأردني. وبصفته وزيراً للعمل يشغل المناصب التالية:
- رئيس مجلس إدارة مؤسسة الضمان الاجتماعي.
- رئيس مجلس إدارة مؤسسة التدريب المهني.
- رئيس مجلس إدارة صندوق التشغيل والتدريب والتعليم المهني والتقني.
- رئيس مجلس إدارة الشركة الوطنية للتشغيل والتدريب.

ويشغل الآن:
- مدير عام شركة سعيد مراد وأولاده للتجارة والأستثمار.
- رئيس مجلس إدارة شركة الضمان لأستثمارات الطاقة.
- رئيس مجلس إدارة البريد الأردني سابقاً
- رئيس مجلس إدارة شركة توزيع الكهرباء.
- رئيس مجلس أدارة المتكاملة للياقة البدنية.
- نائب رئيس مجلس إدارة ميد غلف للتأمين.
- عضو مجلس إدارة نقل للسيارات.
- عضو مجلس إدارة إستثمار أموال الضمان الأجتماعي.
- الأمين العام لجمعية الكشافة والمرشدات الأردنية.
- عضو في المجلس الاقتصادي الأردني.
- رئيس مجلس إدارة التعليم من أجل التوظيف.
- عضو مجلس إدارة منتدى الأستراتيجيات الأردني.
- عضو في منتدى تطوير السياسات الاقتصادية.
- عضو في اللجنة الوطنية لتنمية الموارد البشرية.
- عضو مجلس أدارة أجيال من أجل السلام.